# Irréligion aux Émirats arabes unis
L'irréligion aux Émirats arabes unis est rare, avec seulement 4% des personnes déclarant des croyances irréligieuses selon un sondage Gallup. L'incroyance est difficile à déclarer du fait de son caractère illégal dans le pays, les apostats de l'islam étant passibles de la peine de mort en vertu de la loi anti-blasphème du pays. Il y a de fait des restrictions fortes à la liberté de religion aux Émirats arabes unis.
L'athéisme dans la région est principalement présent parmi les expatriés étrangers et un très petit nombre de jeunes locaux,. Selon le sultan Sooud Al-Qassemi, en raison de la fondation de l'islam dans la péninsule arabique il y a plus de 1 400 ans, la région du golfe Persique jouit d'une longue histoire et tradition islamiques, et elle est fortement associée à l'identité nationale ; ainsi, toute distanciation ou critique de la religion « équivaut à se distancier de l'identité nationale ». Al-Qassemi note que l'utilisation des médias sociaux via Internet reste le moyen d'expression le plus puissant pour les athées du Golfe, tout en garantissant l'anonymat ; un blogueur pionnier du Golfe est l'athée émirati Ahmed Ben Kerishan, qui est connu dans la blogosphère arabe pour défendre des opinions athées et laïques,.